# Neustadt an der Orla
Neustadt an der Orla ist eine Kleinstadt im Saale-Orla-Kreis im Osten Thüringens.

## Geografie

### Geografische Lage
Mit dem Zusatz an der Orla, welcher von anderen Neustädten unterscheidet, wird auf das Flüsschen Orla Bezug genommen. Es entspringt südöstlich von Triptis, fließt zunächst ungefähr 20 Kilometer in westliche Richtung und ändert diese beim 13 km westlich gelegenem Pößneck nach Norden. Nach weiteren 15 Kilometern mündet die Orla bei Orlamünde in die Saale. Beide Flüsse geben dem Saale-Orla-Kreis den Namen. Der Fluss Orla und die zartrunden Tafelberge kennzeichnen die Orlasenke, das landschaftliche Gebiet, in das sich Neustadt an der Orla schmiegt. Nördlich der Stadt erstreckt sich das Thüringer Holzland.

### Nachbargemeinden
Angrenzende Gemeinden sind (im Uhrzeigersinn) Meusebach, Bremsnitz, Triptis, Rosendorf, Dreitzsch, Schmieritz, Lemnitz, Tömmelsdorf, Moßbach, Dittersdorf, Plothen, Volkmannsdorf, Schöndorf, Keila, Peuschen, Grobengereuth, Oberoppurg, Quaschwitz, Weira, Kospoda, Lausnitz bei Neustadt an der Orla, Langenorla, Trockenborn-Wolfersdorf.

### Stadtgliederung
| Ortsteil                                                                     | Fläche    | Urkundliche Ersterwähnung |
| ---------------------------------------------------------------------------- | --------- | ------------------------- |
| Neustadt an der Orla mit Arnshaugk, Börthen, Döhlen, Molbitz und Sachsenburg | 18,58 km² | 16. April 1120            |
| Breitenhain-Strößwitz bestehend aus Breitenhain und Strößwitz                | 5,57 km²  | 1. Juni 1320              |
| Dreba                                                                        | 12,47 km² | 1320                      |
| Knau mit Bucha und Posen                                                     | 15,92 km² | 1374                      |
| Lichtenau                                                                    | 2,25 km²  | 1423                      |
| Linda mit Kleina, Köthnitz und Steinbrücken                                  | 16,66 km² | 1378                      |
| Moderwitz                                                                    | 5,59 km²  | 16. April 1120            |
| Neunhofen                                                                    | 4,54 km²  | 1071                      |
| Stanau                                                                       | 4,28 km²  | 1071                      |
| Gesamt                                                                       | 86,07 km² |                           |

## Geschichte

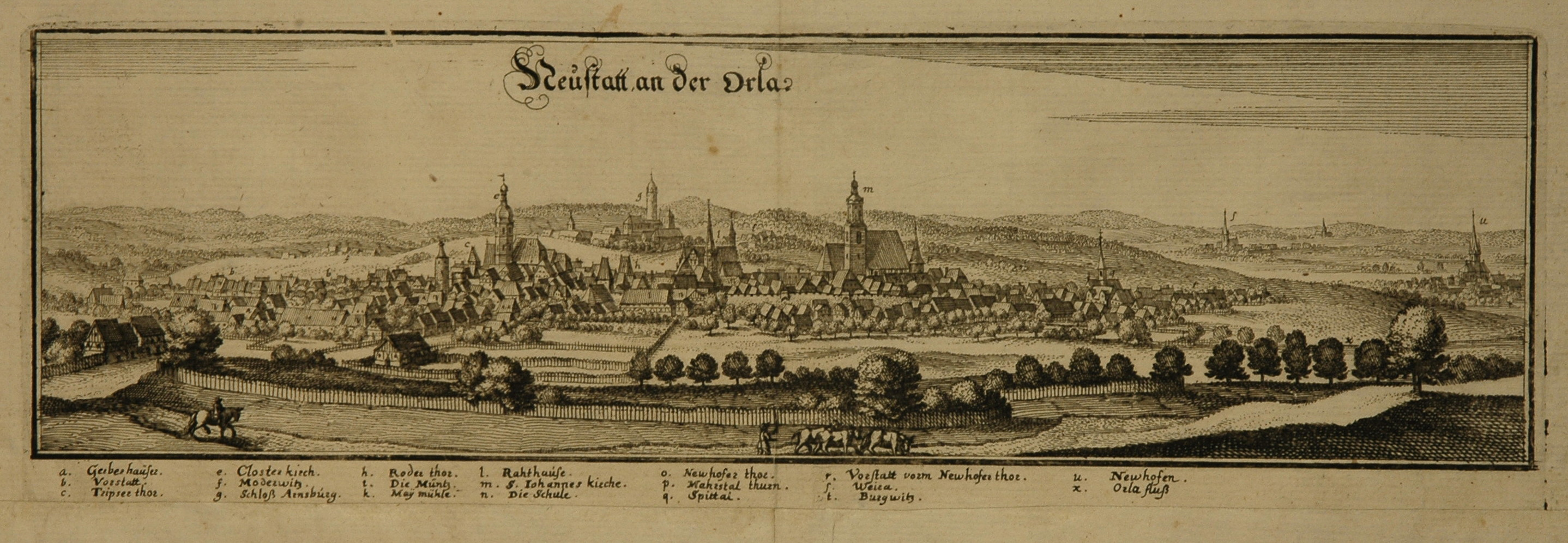
Kupferstich von Merian 1650

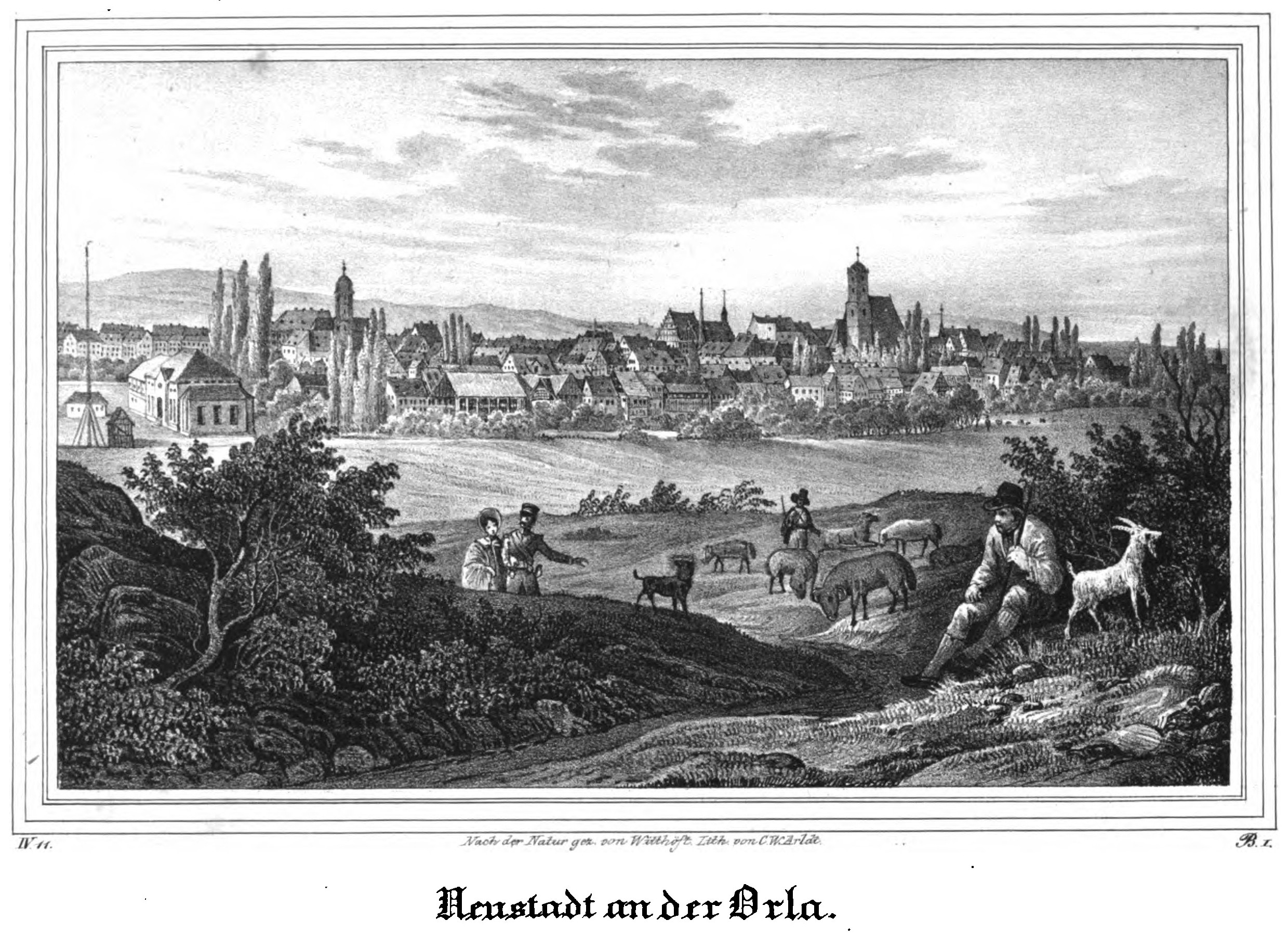
Ansicht von Neustadt an der Orla um 1849

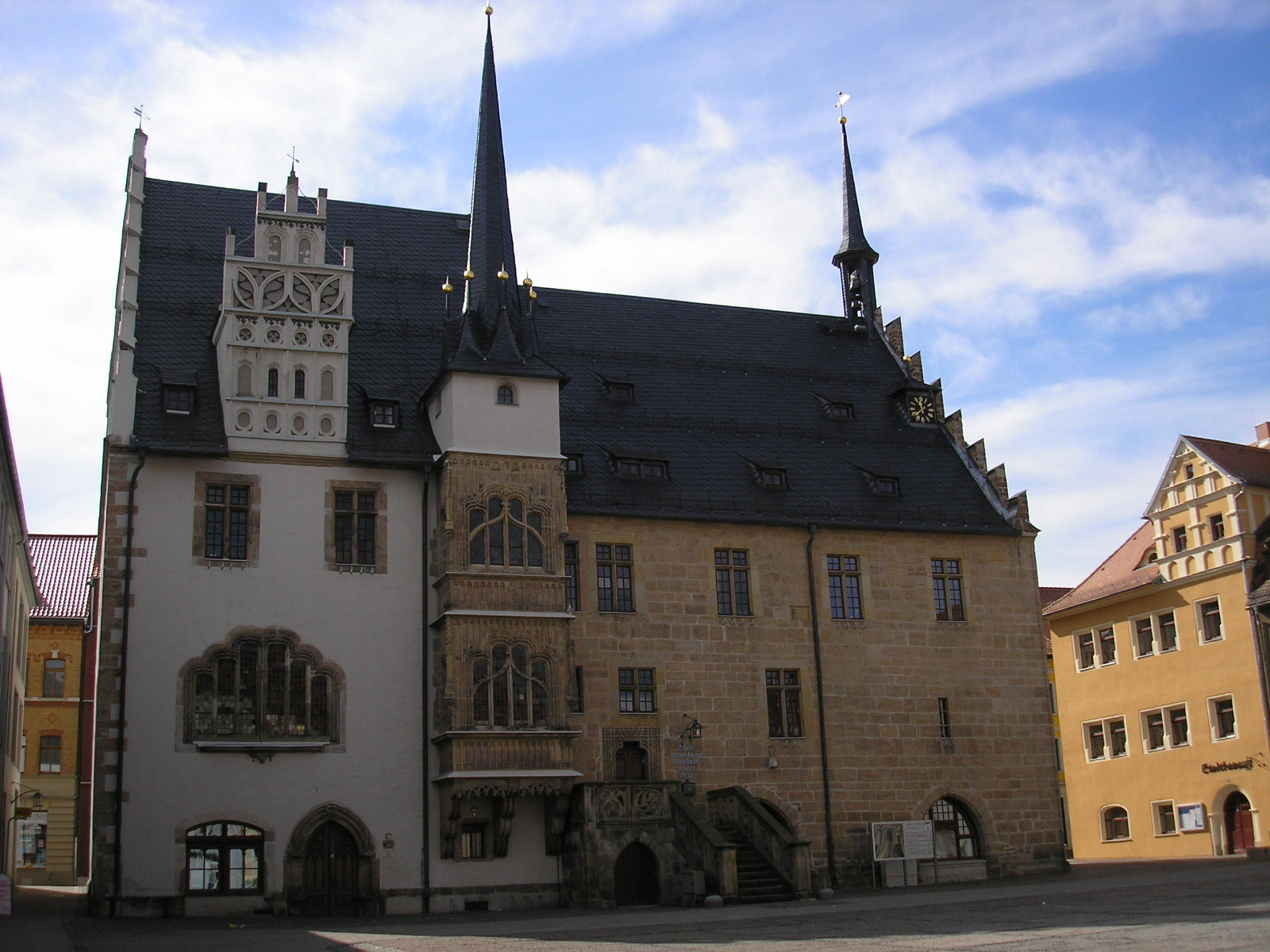
Das Rathaus von Neustadt an der Orla

Um das Jahr 950 war der Orlagau, die Gegend rund um das heutige Neustadt an der Orla, im Besitz der Sachsenkaiser. Um 1000 entstand auf dem heutigen Gebiet von Neustadt an der Orla die Burg Arnshaugk an der Stelle einer älteren vorgeschichtlichen Anlage. Noch vor 1014 schenkte der letzte Sachsenkaiser Heinrich II. den Orlagau dem Pfalzgrafen Ezzo (Ehrenfried) von Lothringen. 1034 erbt Richenza, die Tochter Ezzos den Orlagau von ihrem Vater und überlässt ihn 1056 dem Erzbischof Anno von Köln. Im Ortsteil Neunhofen wird im gleichen Jahr eine Pfarrkirche erwähnt. Am 15./16. April 1120 wurde Nova villa, ein Ort deutscher Gründung, in einer Schenkungsurkunde des thüringischen Grafen Wichmann an das Kloster Kaltenborn erwähnt. Jedoch veräußert das Kloster Kaltenborn noch vor 1136 Nova villa wieder. Im Zeitraum zwischen 1150 und 1250 wurde die Stadt Neustadt durch die Herren von Lobdeburg gegründet. Ob sie die neuen Besitzer waren, ist nicht nachzuweisen. 1252 verwaltet Otto IV. von Lobdeburg-Arnshaugk den oberen Orlagau von seiner Burg in Arnshaugk. Erstmals urkundlich erwähnt wurde die Stadt im Jahr 1287 in einer Urkunde, die am 2. Mai durch den Grafen Günther zu Schwarzburg ausgestellt wurde. Darin wird ein Jude namens Enselmus aus Nova Civitata (neue Stadt) genannt, der ein Gut in Gräfendorf als Pfand erhielt. Mit der Stadtgründung erhält Neustadt das Markt- und Münzrecht.
Otto IV. starb 1289. Seine Witwe heiratete 1290 den Landgrafen Albrecht von Thüringen, der das Gebiet des östlichen Orlagaus an das Haus Wettin bringt. Vier Jahre später schenkt der Landgraf sein Haus oder Schloss den Augustiner-Eremiten, die sich hier niedergelassen haben, um ein Kloster zu gründen.
Im Jahr 1325 waren in Neustadt bereits Stadtmauern vorhanden. 1359 erhielt die Stadt das Recht, den Schultheißen (später Bürgermeister) zu wählen. Das „Steinerne Haus“ wurde der Stadt im Jahr 1364 als Rathaus vom Landgraf Balthasar geschenkt. Es wurde bisher als „Kornschütthaus“ genutzt und bildete den Ostteil des heutigen Rathauses. Im Jahr 1368 wurde erstmals ein Ratskollegium als 12 Mitgliedern erwähnt. 1385 erlangte die Stadt das Recht, Jahrmärkte abzuhalten. Die Stadt machte sich 1400 durch den Bau einer eigenen Pfarrkirche von der Mutterkirche Neunhofen frei. Eine Schule ist seit 1403 vorhanden. Diese entwickelte sich zu einer bekannten Lateinschule. Hans von Blankenberg auf Kospoda stiftet der Stadt 1449 ein neues Hospital mit Kirche. Ein Jahr später wurde eine zweite Ringmauer zum Schutz der Stadt erwähnt.
Der Rathausneubau mit Einbeziehung des „Steinernen Hauses“ und der nah daran stehenden Rathauskapelle erfolgte 1465 und wurde 1500 abschlossen. In diesem Zusammenhang wurden die Fleischbänke vom Rathaus 1475 auf die Westseite des Marktes in den Durchgang zum Kirchplatz verlegt. Die zweitgrößte Glocke Thüringens, die „Susanna“, wurde 1479 auf dem Marktplatz gegossen.
Der Neustädter Kreis wurde 1485 gebildet. Von 1471 bis 1490 erfolgte der Neubau des Augustinerklosters mit Klosterkirche. Die Johanniskirche erhielt ihren neuen Altar aus der Werkstatt von Lucas Cranach dem Älteren 1513. Martin Luther besuchte die Stadt mehrmals, 1516 und 1524.
Die Pest forderte im Jahr 1520, in welchem sie sich in der Stadt ausbreitete, 1276 Opfer. Vier Jahre danach wurde infolge der Reformation das Kloster aufgelöst.

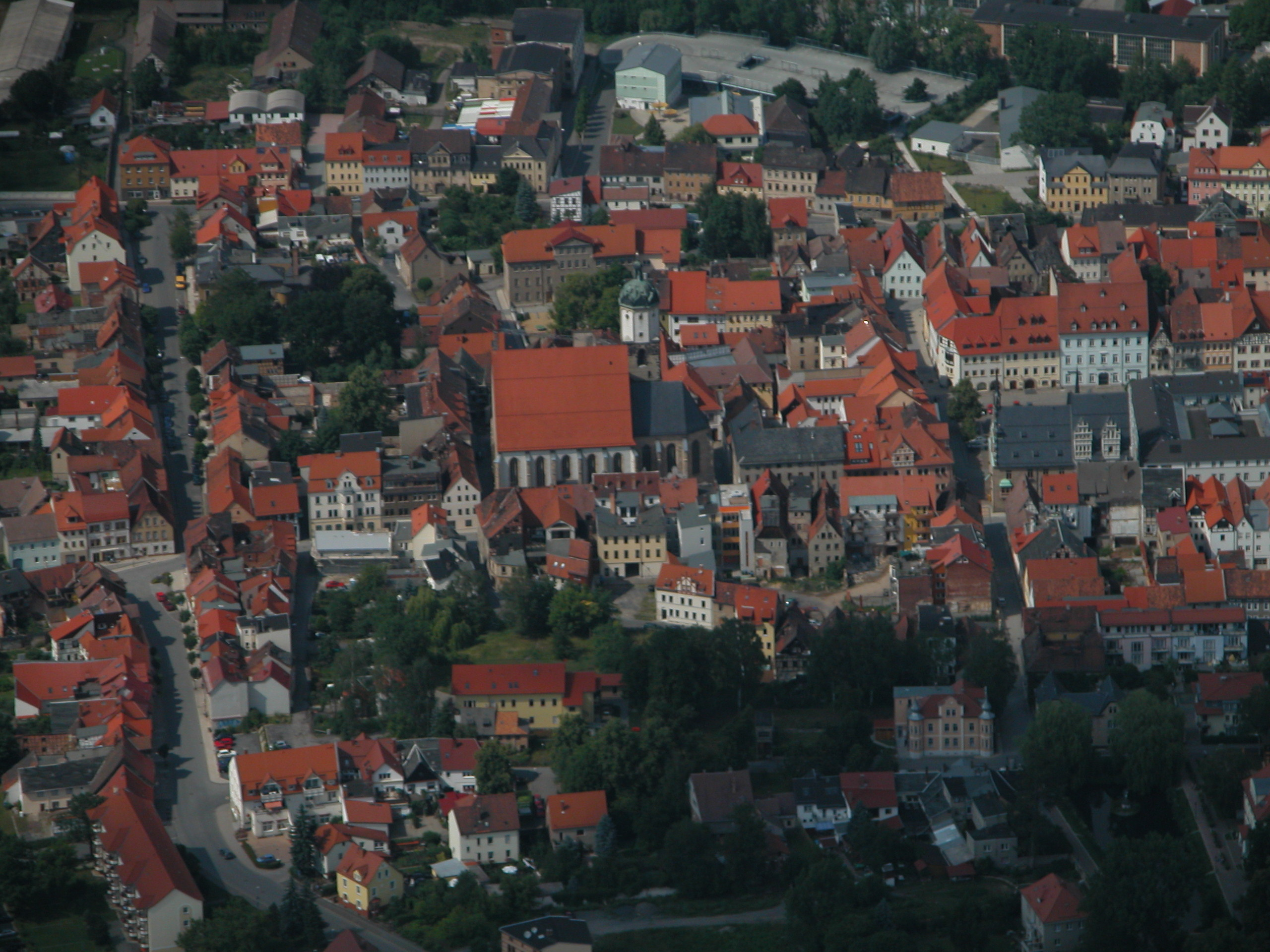
Luftbild des westlichen Teils der historischen Innenstadt, zu sehen die Stadtkirche und das Marktensemble, Juli 2005

Von 1621 bis 1622 befand sich in der Stadt eine Münzstätte, in der unter den Münzmeistern Hans Treuttner und Christoph Kraft Interimsmünzen (Kippermünzen) vom Groschen bis zum sogenannten Kippertaler zu 60 Groschen geschlagen wurden.
Das Gebiet um Neustadt wird im Dreißigjährigen Krieg in Mitleidenschaft gezogen. Die Truppen von General Tilly plündern die Stadt, wobei der schlimmste Überfall 1640 durch schwedische Truppen unter General Königsmark stattfand. Die Hälfte der ca. 3000 Bürger kam ums Leben.
Das Schloss der Stadt wurde nach 1674 durch Herzog Moritz von Sachsen-Zeitz erbaut. Die Stadt selbst gehörte seit 1632 zum Fürstentum Sachsen-Zeitz. Neustadt bekam im Jahr 1708 auf der Postlinie Leipzig-Nürnberg seine erste Poststation. Auf Anordnung Augusts des Starken wurden 1728 zwei kursächsische Postdistanzsäulen, vor dem Triptiser und Neunhöfer Tor, in der Stadt errichtet.
Johann Wolfgang von Goethe besuchte Neustadt vom 23. bis zum 29. Juni 1785. Auch 1786 und 1809 übernachtete er im Gasthof „Goldener Löwe“.
Am 4. Juni 1813 rückt General Lützow mit seinem Korps infolge der napoleonischen Kriege in Neustadt ein. Unter ihnen befindet sich auch der Dichter Theodor Körner, der kurze Zeit danach starb. Ihm zu Ehren pflanzte man an seinem 50. Todestag 1863 die „Körnerlinde“ am Centbaumweg, die inzwischen gefällt wurde.
1815 kam Neustadt an der Orla gemeinsam mit einem Großteil des Neustädter Kreises im Zuge eines Beschlusses des Wiener Kongresses an das Großherzogtum Sachsen-Weimar-Eisenach. Die Neustädter Sparkasse wurde 1823 gegründet. 1842 entstand eine neue Knabenschule in der Jungferngasse und 1844 wird die Mädchenschule am Kirchplatz eingeweiht. Das Städtische Krankenhaus am Eiskellerplatz wurde am 24. Dezember 1851 eröffnet, das städtische Eichamt 1854. Eine erste Bahnanbindung erhielt Neustadt mit der Eröffnung der Bahnstrecke Leipzig–Probstzella am 20. Dezember 1871. Im Jahr 1887 findet die Eröffnung des neuen Krankenhauses in der Arnshaugker Straße statt. 1890 war die neuerbaute Gasanstalt fertiggestellt und die Hochdruck-Wasserleitung geht mit vorerst 160 Anschlüssen in Betrieb. Danach erhielt die Stadt 1897 eine Kanalisation. Viele dieser Neuerungen sind auf den damaligen Bürgermeister Louis Wimmler zurückzuführen. Die katholische Kirche der Stadt ist im Jahr 1905 geweiht wurden. Am 2. Oktober 1913 fand der erste Spatenstich zum Bau des markanten Bismarckturms statt, der 1915 eröffnet wurde. Neustadt kam 1922 zum Landkreis Gera. Es werden Arnshaugk und Börthen eingemeindet.

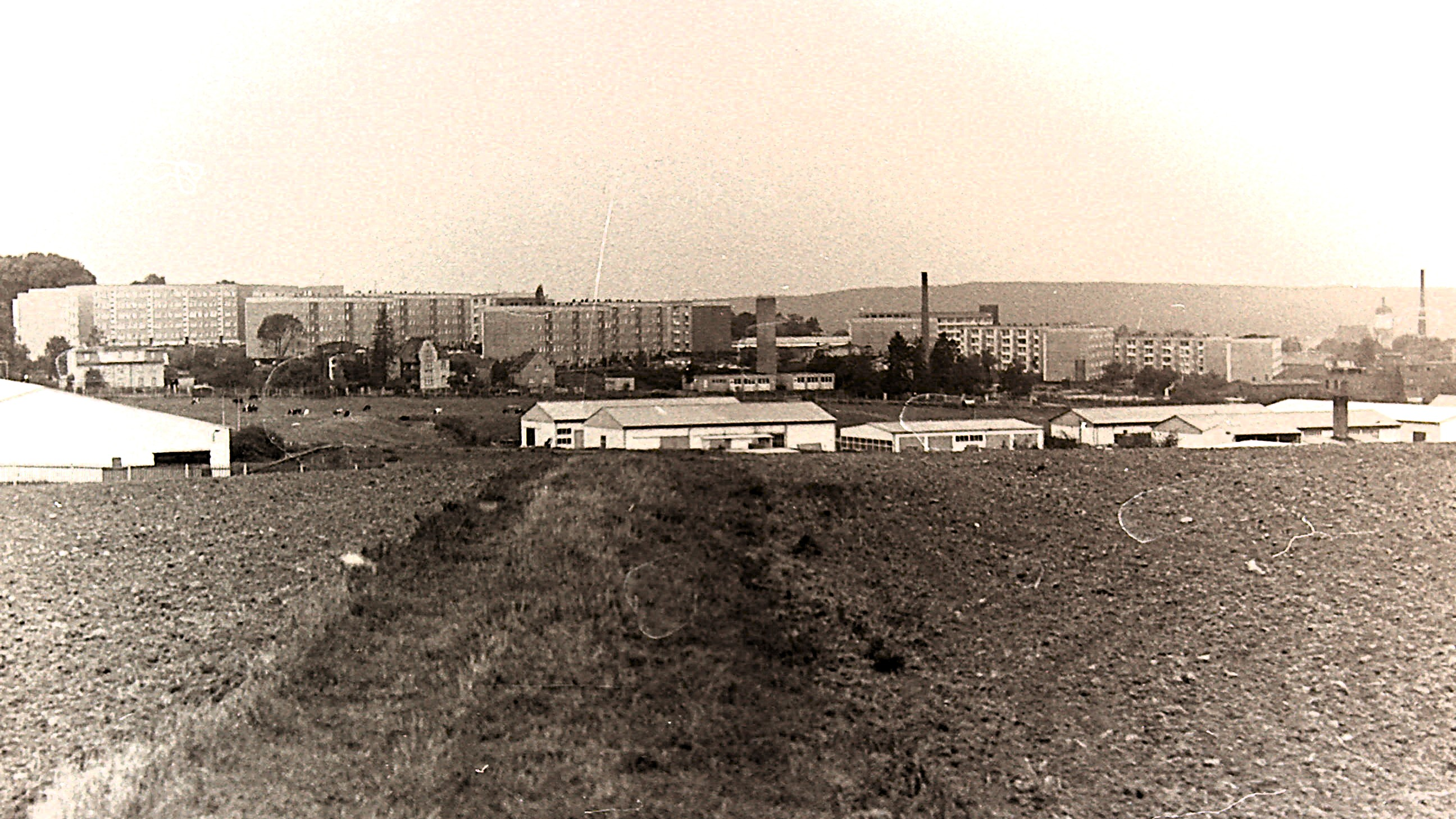
Total von Neustadt-Süd im November 1985 von Osten aus gesehen

Am 9. und 10. April 1945 war Neustadt Ziel von Bombenangriffen mit insgesamt 24 taktischen Bombern der 9. US-Luftflotte. 28 Tote waren zu beklagen. Schwer beschädigt wurde die als Lazarett genutzte Bürgerschule, das heutige Orlatal-Gymnasium. Am 14. April 1945 marschierten die amerikanischen Besatzungstruppen in Neustadt ein. Die Rote Armee übernahm am 1. Juli des Jahres die Besetzung.

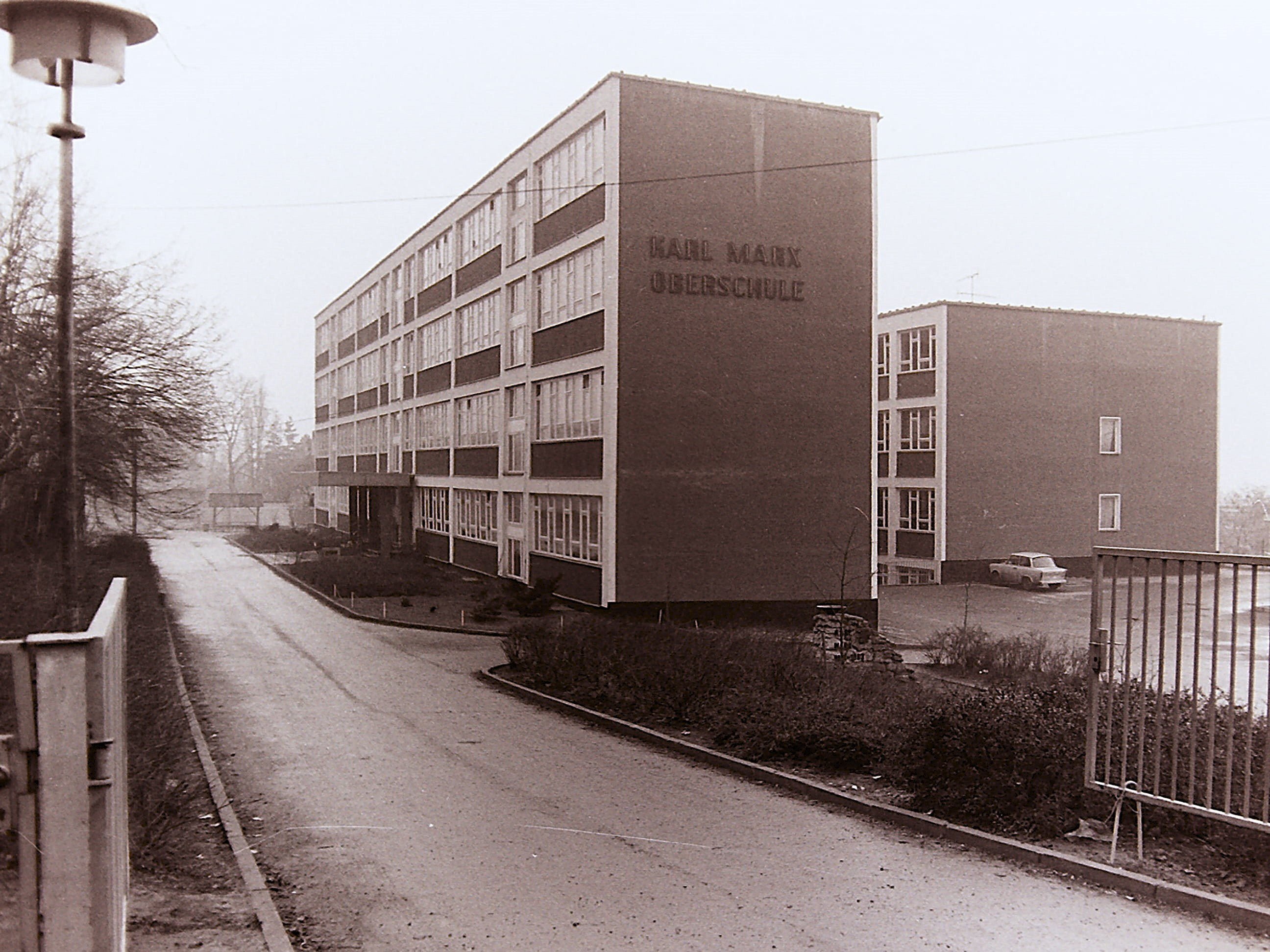
Die Karl-Marx-Oberschule in Neustadt-Süd im März 1986

Mit der Bildung des Kreises Pößneck im Jahr 1952 aus Teilen der bisherigen Landkreise Gera, Saalfeld und Ziegenrück kam Neustadt zu diesem hinzu. Seit 1975 wurde im Süden der Stadt ein DDR-typisches Neubaugebiet errichtet. Dazu gehörten ein eigenes Heizwerk, Kindereinrichtung, Schule, Einkaufsmarkt und Arztpraxen. Insgesamt sind 16 fünfgeschossige Wohnblöcke gebaut worden, von denen heute noch 11 vorhanden sind. Am 30. April 1977 wurde der erste Block übergeben.
In Neustadt an der Orla gab es während der Wende erste Demonstrationen am 26. Oktober 1989. Die ersten freien Kommunalwahlen fanden am 6. Mai 1990 statt.
1992 begann die Erschließung des 46 Hektar großen Gewerbegebiets Molbitz im Osten der Stadt. Über 1000 Menschen arbeiten heute in diesem Gebiet.
Im Zuge der Kreisreform 1994 kam Neustadt zum Saale-Orla-Kreis.
Die Umgehungsstraße, die von der Bundesstraße 281 gebildet wird, wurde am 2. November 2000 eröffnet und befreite die historische Altstadt vom zunehmenden Verkehr.
Die jüngere Vergangenheit Neustadts ist geprägt von der feierlichen Eröffnung des AugustinerSaals in der umgebauten Klosterkirche 2015 und des Lutherhauses am Marktplatz am 31. Oktober 2016. Jüngst bewarb sich Neustadt gemeinsam mit den Städten Triptis und Pößneck erfolgreich für die Thüringer Landesgartenschau 2028.

### Eingemeindungen
Die erste Eingemeindung erfolgte mit Moderwitz am 1. Juli 1950. Molbitz wurde am 1. Januar 1976 nach Neustadt an der Orla eingemeindet.
Lichtenau mit etwa 200 Einwohnern liegt nordwestlich von Neustadt an der Orla. Die erste urkundliche Erwähnung war im Jahre 1364. Die Kirche wurde 1730 unter Einbeziehung einer älteren Anlage erbaut. Lichtenau wurde am 9. April 1994 in Neustadt an der Orla eingemeindet. Zum selben Zeitpunkt wurde Neunhofen eingegliedert.
Am 1. Dezember 2010 wurde die Gemeinde Breitenhain eingemeindet. Seit 1. Januar 2019 ist Stanau ebenfalls ein Ortsteil von Neustadt an der Orla. Am 31. Dezember 2019 ließen sich die Gemeinden Dreba, Knau und Linda in die Stadt eingemeinden.

### Einwohnerentwicklung
Entwicklung der Einwohnerzahl (ab 1981: Stand jeweils 31. Dezember):
| 1830 bis 1984 - 1830: 03.731 - 1834: 04.300 - 1910: 07.095 - 1933: 07.890 - 1939: 07.956 - 1946: 10.484 1 - 1950: 10.679 2 - 1981: 10.791 - 1984: 10.822 | 1994 bis 2002 - 1994: 10.143 - 1995: 10.043 - 1996: 09.958 - 1997: 09.884 - 1998: 09.769 - 1999: 09.623 - 2000: 09.424 - 2001: 09.333 - 2002: 09.193 | 2003 bis 2011 - 2003: 9.043 - 2004: 8.966 - 2005: 8.851 - 2006: 8.756 - 2007: 8.674 - 2008: 8.514 - 2009: 8.474 - 2010: 8.625 - 2011: 8.525 | 2012 bis 2020 - 2012: 8.303 - 2013: 8.230 - 2014: 8.164 - 2015: 8.237 - 2016: 8.158 - 2017: 8.026 - 2018: 8.002 - 2019: 9.198 3 - 2020: 9.095 | ab 2021 - 2021: 9.022 - 2022: 9.017 - 2023: 8.971 |

Datenquelle ab 1994: Thüringer Landesamt für Statistik
1: 29. Oktober
2: 31. August
3: deutlicher Bevölkerungszuwachs durch Eingemeindungen

## Politik

### Stadtrat
Die Kommunalwahl vom 26. Mai 2019 führte zu folgendem Ergebnis für die Legislaturperiode 2019–2024:
| Partei / Liste             | Sitze | +/− |
| CDU                        | 5     | − 1 |
| Die Linke                  | 3     | − 2 |
| SPD                        | 1     | − 1 |
| Bündnis für Neustadt (BfN) | 7     | + 1 |
| UBV                        | 1     | ± 0 |
| JUN                        | 3     | + 3 |

### Wappen
Das Wappen der Stadt Neustadt an der Orla zeigt auf blauem Grund 3 silberne Türme mit roten Dächern, der mittlere niedriger und breitbedacht zwischen zwei höheren Ecktürmen mit Spitzdächern und goldenen Knäufen. Die Türme sind durch Zinnen miteinander verbunden.
Auf dem Mittelturm ein goldener Adler, an der Torstelle ein gelehnter goldener Schild, darin ein aufgerichteter schwarzer Löwe.

### Städtepartnerschaften
Neustadt an der Orla ist Mitglied der größten internationalen Arbeitsgemeinschaft Neustadt in Europa, in der sich 37 Städte und Gemeinden mit dem Namen Neustadt in sieben europäischen Staaten (Deutschland, Österreich, Ungarn, Tschechische Republik, Slowakei, Polen und Niederlande) zusammengeschlossen haben. Darüber hinaus gibt es Partnerschaften mit:
- Laupheim in Baden-Württemberg
- Biedenkopf an der Lahn in Hessen
- Wépion-sur-Meuse (eingemeindet zu Namur) in Belgien
- Oostduinkerke-aan-Zee (eingemeindet zu Koksijde) in Belgien
- La Charité-sur-Loire in Frankreich

## Kultur und Sehenswürdigkeiten

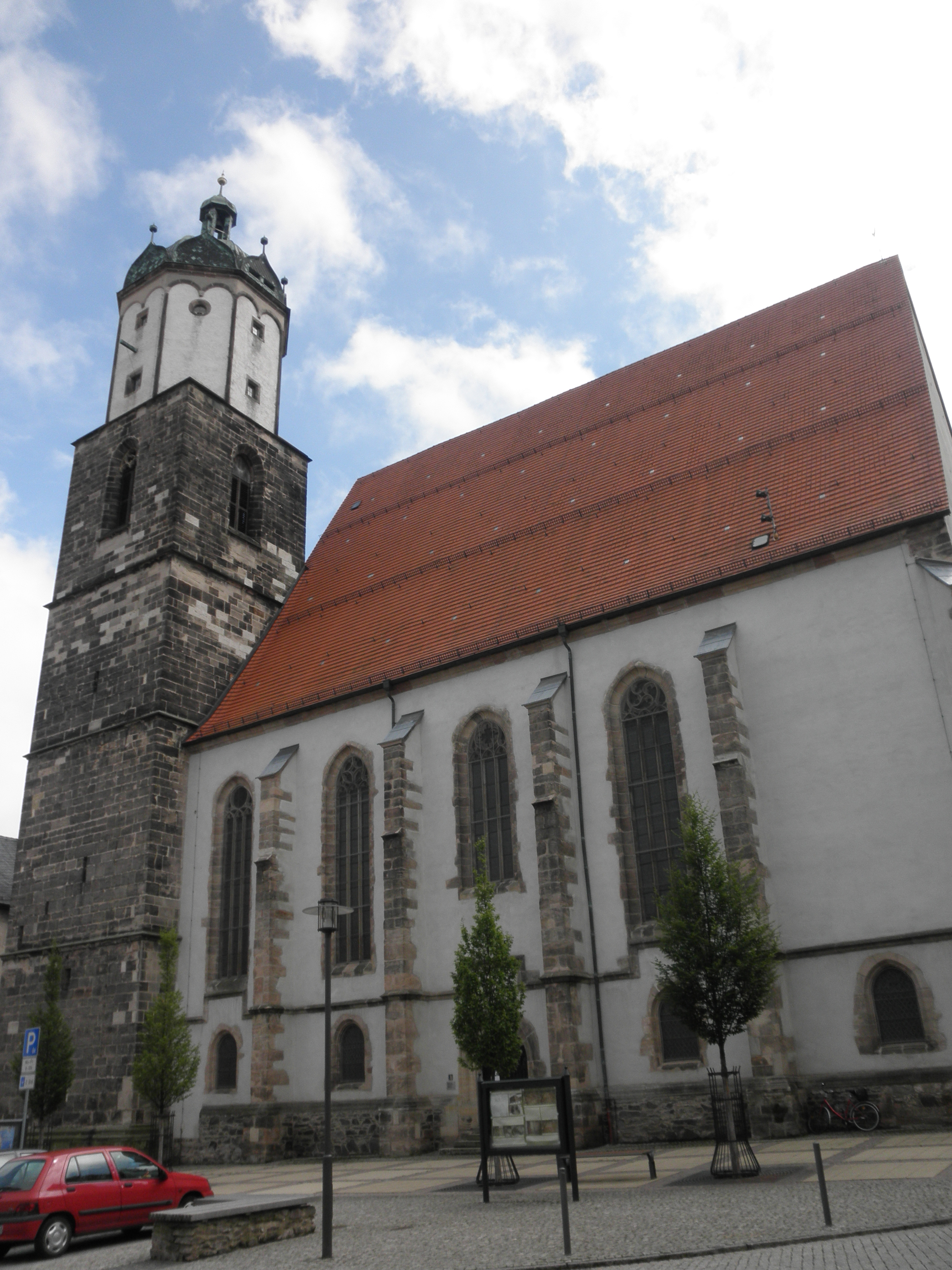
Stadtkirche St. Johannis

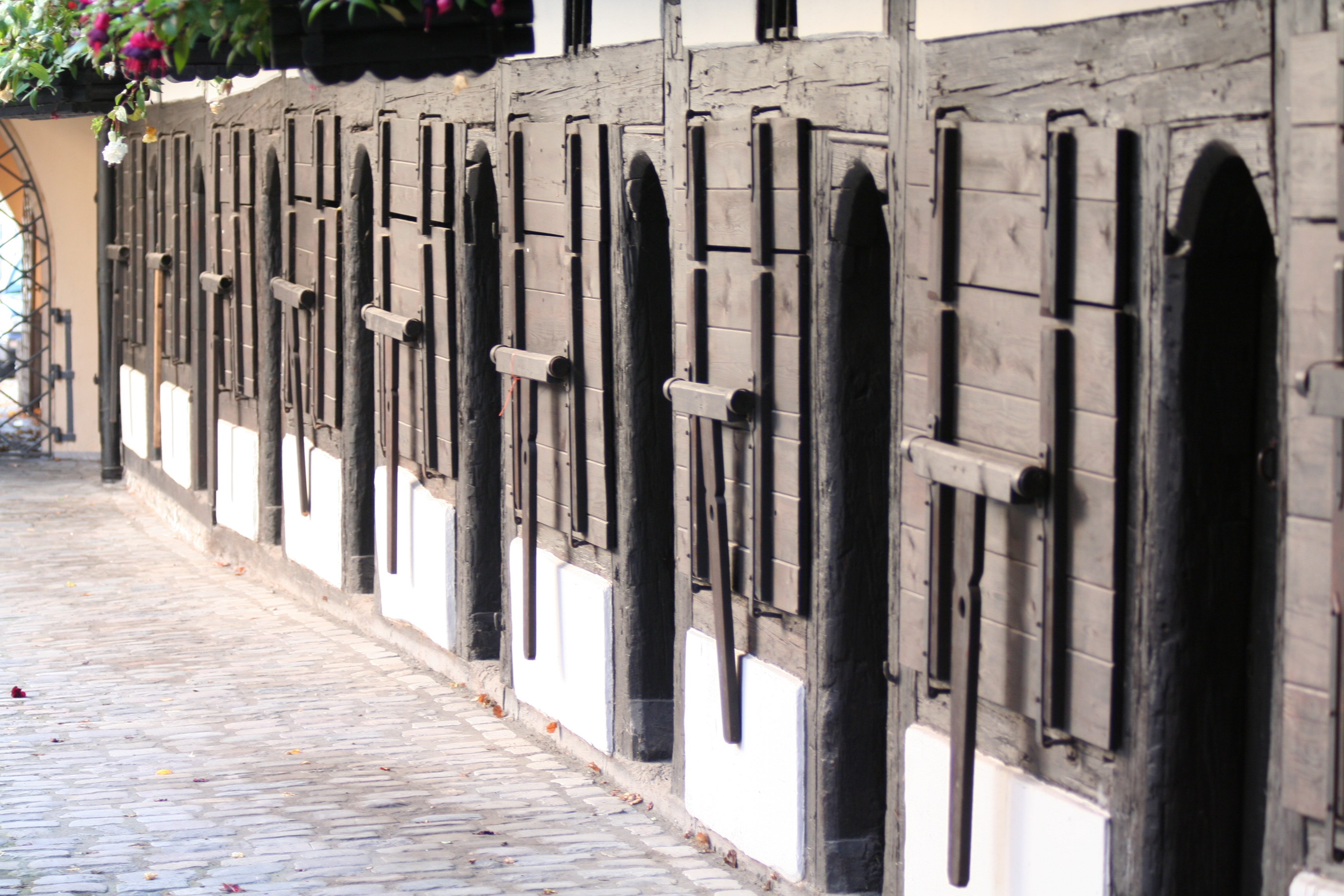
Fleischbänke Neustadt an der Orla

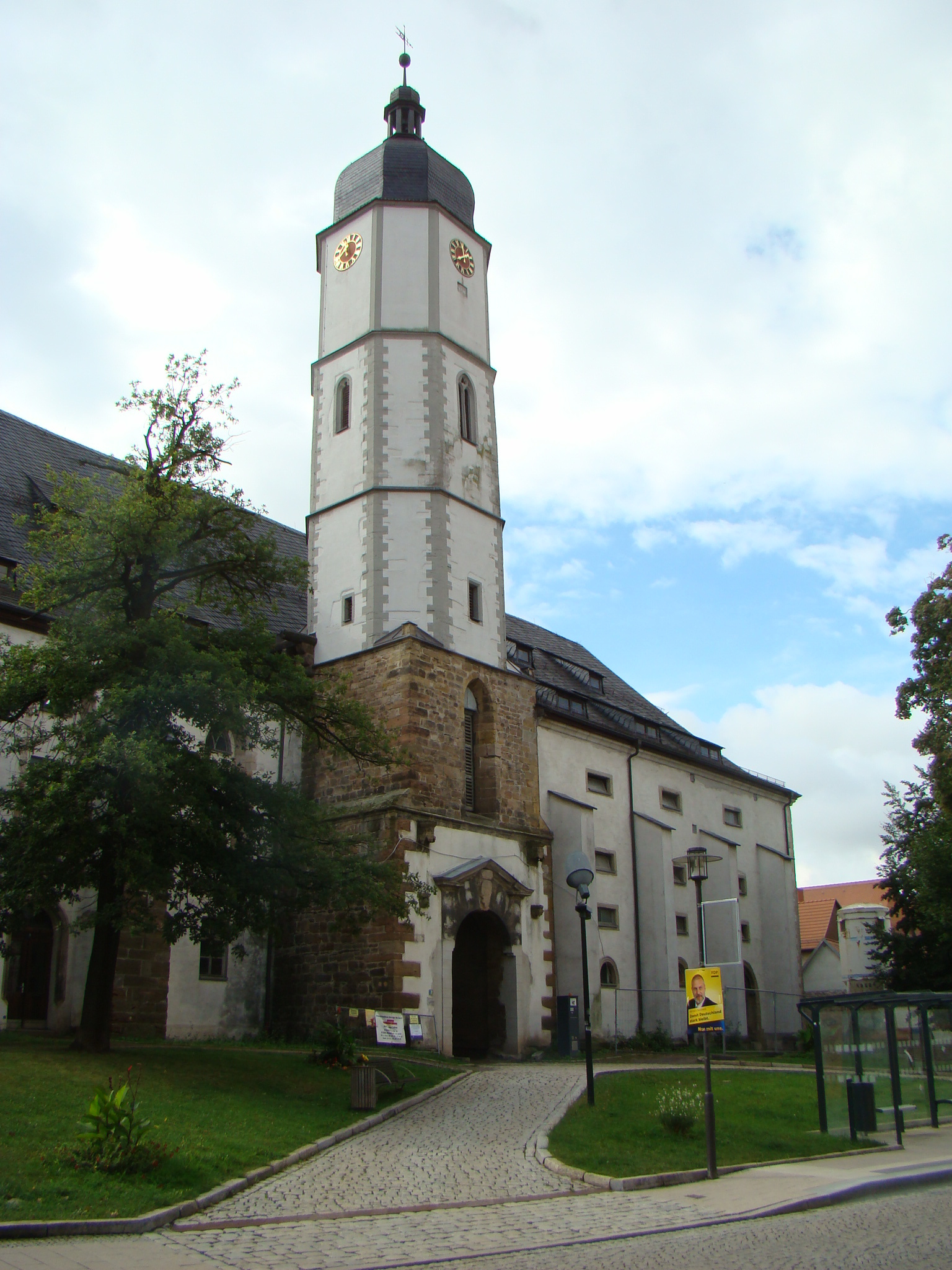
Klosterkirche

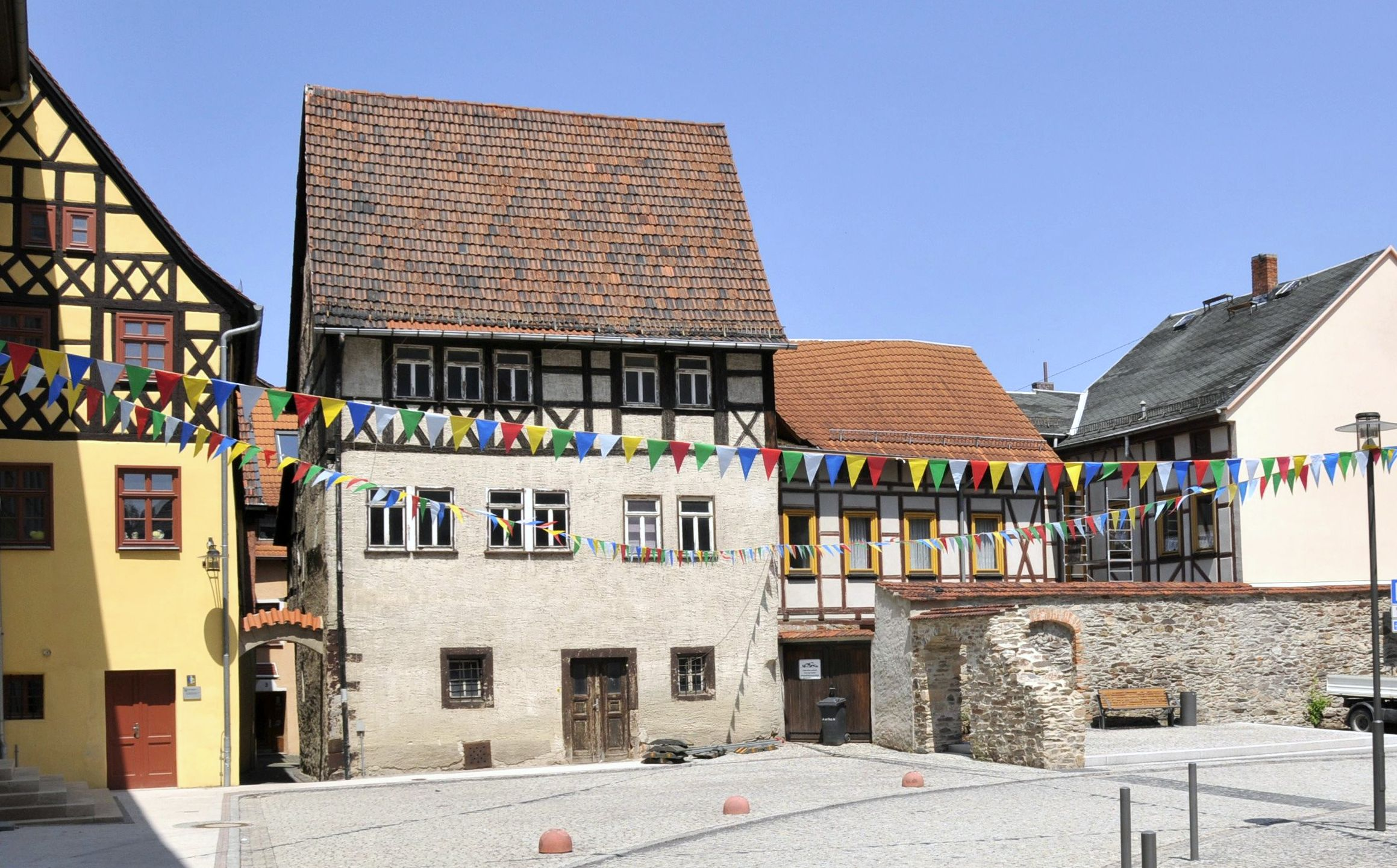
Kirchvorplatz der Johanneskirche mit Resten der Stadtmauer (rechts)

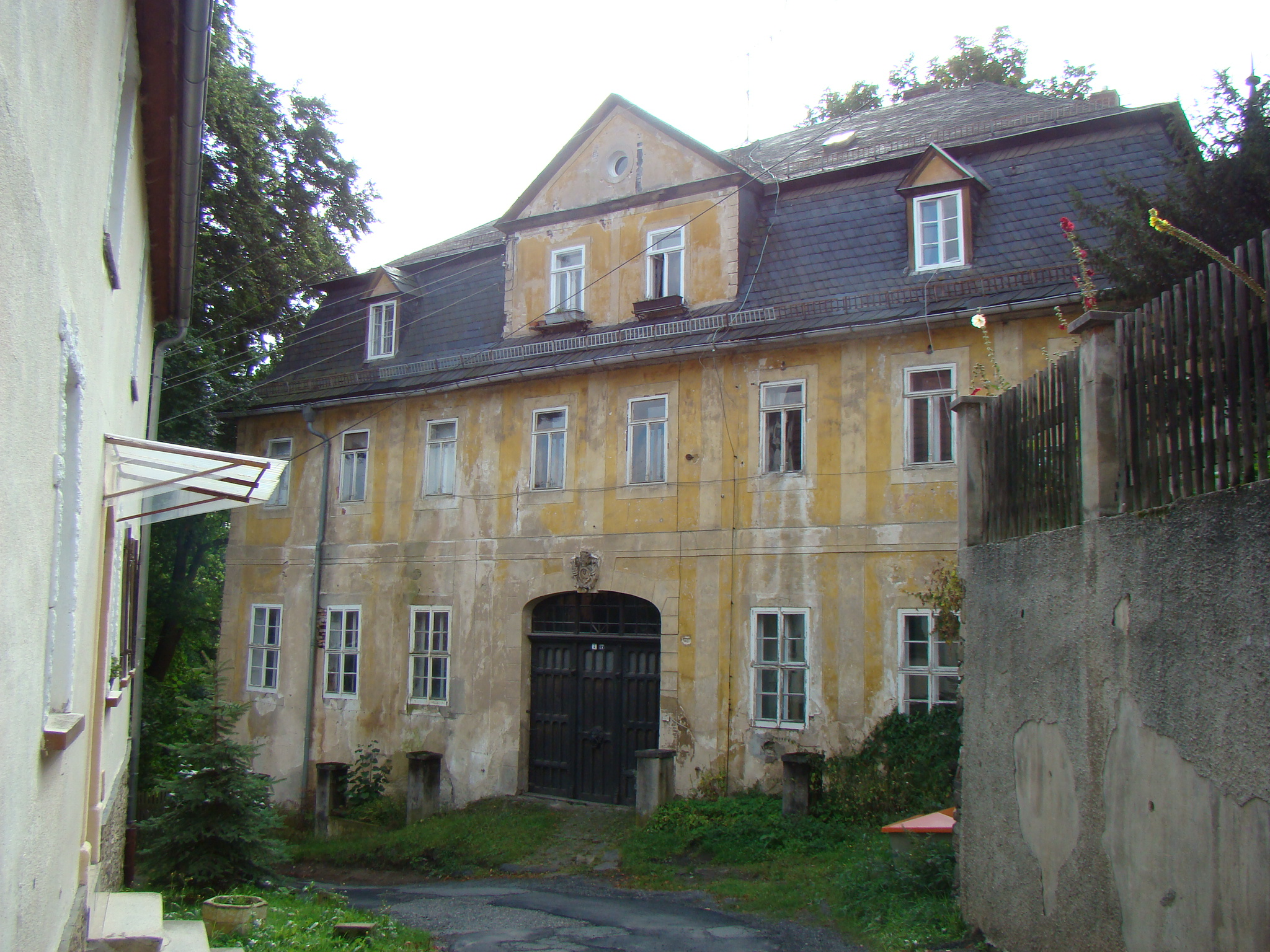
Neues Schloss in Arnshaugk

### Historische Gebäude
- Rathaus: Das bedeutendste Bauwerk am Markt ist das spätgotische Rathaus mit seinen reichen Steinmetzarbeiten. Seit 1464 vereinigte man zwei Gebäudeteile, den östlichen, etwas höheren Bau (bis dahin schon als Rathaus genutzt) und den westlich davon gelegenen Teil (die sogenannte Rathauskapelle) zu dem prachtvollen Gebäude. Beachtenswert sind auch die Tür- und Fenstergewände sowie die kunstvoll gearbeiteten Giebel der Ost- und Südseite. Rechts neben der Freitreppe hängt über einer Spitzbogentür die steinerne Kröte, auf einem Brotlaib sitzend. Hinter diesem Eingangstor befindet sich im ehemaligen Durchgang von der Straße zum Markt eine Ratswaage von 1597.
- Fleischbänke: In einem Durchgang vom Markt zum Kirchplatz findet man die Fleischbänke, eine mittelalterliche Ladenstraße der Fleischer. Von den ehemals siebzehn Verkaufslauben, die beiderseits angeordnet waren, sind noch neun erhalten. Dieses Zeugnis der Volkskunde aus dem Jahr 1475 ist in Europa einmalig und wurde im Jahr 2002 saniert. Die Anlage wurde vor mehr als fünfhundert Jahren zu dem Zwecke geschaffen, dass die Fleischer nur dort und unter Aufsicht eines vom Rat beauftragten Fleischaufsehers Fleisch verkaufen durften. Es wurde streng darüber gewacht, dass die Preise nicht unter- oder überboten wurden, dass die hygienischen Bestimmungen eingehalten und dass die Qualität des Fleisches den Anforderungen entsprach.
- Lutherhaus: Das größte Bürgerhaus am Markt ist das Lutherhaus. In dem im Kern mindestens auf das 15. Jahrhundert zurückgehenden Gebäude soll Martin Luther bei seinen Aufenthalten in Neustadt gewohnt haben. So zumindest wurde es in den 1930er Jahren von der Stadt verbreitet, um Besucher anzulocken. Nach heutigem Wissensstand übernachtete Luther zwar in Neustadt, für einen Aufenthalt im Lutherhaus jedoch fehlen jegliche Belege. Mit seinem steilen Dach und dem schönen Erker beherrscht das Lutherhaus optisch die Ostseite des Marktes. In Richtung der Ernst-Thälmann-Straße befindet sich einige Häuser weiter die alte Posthalterei mit dem prachtvollen Eingangsportal.
- Klosterkirche und Schloss: Die auch Schlosskirche genannte Klosterkirche ist der einzige erhaltene Rest des im Dreißigjährigen Krieg zerstörten Augustiner-Eremiten-Klosters und ging aus dessen Klosterkirche hervor. Die das Kirchenschiff trennende Tordurchfahrt wurde mit dem Bau eines Schlosses der Herzöge von Sachsen-Zeitz im südlichen Teil des Geländes 1674 angelegt. Neben der Klosterkirche beginnt der Stadtpark, dessen Zugang ein Herkulesbrunnen ziert. Der Weg führt entlang der alten Stadtmauer bis zum Rest eines Wehrturmes. Der angrenzende Stadtpark entstand aus dem ehemaligen Klostergarten.
- Stadtkirche St. Johannis: Die Stadtkirche St. Johannis wurde in den Jahren zwischen 1471 und 1528 erbaut. Den Innenraum schmückt ein Altarbild aus der Werkstatt von Lucas Cranach d. Ä. Es handelt sich um den einzigen Cranach-Altar, der noch unverändert an seinem ursprünglichen Standort steht. Außerdem ist eine Orgel von Johann Georg Fincke (1726) vorhanden. Zum Glockengeläut gehört die zweitgrößte Glocke Thüringens, „Susanna“, die 1479 auf dem Marktplatz gegossen wurde.
- Hospitalkirche St. Laurentius: Auf dem alten Friedhof steht die Hospitalkirche St. Laurentius, die auf eine im 15. Jahrhundert erwähnte Messkapelle zurückgeht. Ihre heutige Gestalt erhielt sie im Wesentlichen durch bauliche Maßnahmen im 18. Jahrhundert.[16] An ihren Außenwänden wurden zahlreiche historische Grabmale aufgestellt.
- Römisch-katholische Kirche St. Marien: Die katholische Kirche an der heutigen Triptiser Straße wurde im Jahr 1905 geweiht.
- Postmeilensäulen: Die originalgetreuen Nachbildungen der zwei kursächsischen Postmeilensäulen vom Triptiser Tor (Originalsockel vor dem Museum) und Neunhofer Tor werten die Innenstadt auf.
- Bismarckturm: Auf dem Kesselberg nördlich der Stadt wurde 1915 feierlich der 32,65 m hohe Bismarckturm eingeweiht. Zeitweise wurde er nach seinem Erbauer „Adolf-Elle-Turm“ genannt. 1991 wurde der Turm grundlegend saniert, er ist heute ein beliebtes Ausflugsziel.[17] Von der Turmspitze hat der Besucher einen guten Blick auf die Orlasenke.
- Arnshaugk: Der Ortsteil Arnshaugk ist reich an historischer Bausubstanz. Neben der 1249 gestifteten Kapelle und der alten Hofstruktur ist das Neue Schloss von Bedeutung.
- Kirche in Neunhofen: Die Restaurierung der hoch aufragenden, in ihren Anfängen aus dem 12. Jahrhundert stammenden Kirche wurde durch die Deutsche Stiftung Denkmalschutz gefördert. Auf dem umgebenden Kirchhof befindet sich das Erbbegräbnis der Familie von Wurmb-Lausnitz. Den Treppenaufgang schmückt eine Skulptur der Richeza, die als Gründerin der Kirche gilt.

In der Mühle von Neunhofen befindet sich ein Taubenturm.

### Regelmäßige Veranstaltungen
- Karneval: Jährlich finden die „Vier tollen Tage“ des Karnevals statt, deren Höhepunkt in Duhlendorf, wie Neustadt zu dieser Zeit scherzhaft genannt wird, der Karnevalsumzug mit unzähligen Wagen, Fußgruppen und Musikkapellen durch die Innenstadt Neustadts ist, der stets um 14 Uhr am Sonntag vor dem Rosenmontag beginnt.
- Brunnenfest BORNQUAS: Ein altes Brunnenreinigungsfest, dessen Ursprung bis ins 15. Jahrhundert zurückreicht. Es wird jedes Jahr am dritten Wochenende im Juni gefeiert.
- Neustädter Musiksommer
- Adventsmarkt

### Sport
- Zwei der größten Vereine sind der Fußballverein SV Blau-Weiß 90 Neustadt (Orla) sowie der Turnverein TSV Germania 1887 Neustadt an der Orla. Der SV Blau-Weiß 90 Neustadt an der Orla spielt seit der Saison 2010/2011 in der höchsten Thüringer Liga, der Thüringenliga.
- Ein weiterer Sportverein ist der 1. Billard-Club Neustadt an der Orla 1997 e. V., der einer der erfolgreichsten ostdeutschen Billardvereine ist und den mehrfachen Deutschen Meister Bernd Schneider in seinen Reihen hat. Der 1. BC ist amtierender Thüringenmeister (Liga und Pokal) und spielt seit der Saison 1999/2000 durchgehend in der Bundesliga (Mehrkampf) im Karambolagebillard mit.
- Ein nennenswerter Verein ist auch der KSV Germania 1990 Neustadt an der Orla. In der Saison 2012/2013 mit einer Frauenmannschaft in der 3. Bundesliga und zwei Männermannschaften und einer Frauenmannschaft in der Landesliga, ist er einer der erfolgreichsten Kegelvereine im Kreis. In der Saison 2014/15 konnte der Verein zwei Mitglieder der Kreismannschaft stellen, die 2. Deutscher Meister in der Jugend wurde.

## Wirtschaft und Infrastruktur

### Ansässige Unternehmen
Für Neustadt an der Orla sind 752 Gewerbe angemeldet.(Stand: 12. Oktober 2023) Ein größeres Unternehmen mit Sitz in Neustadt an der Orla ist das Optik-Unternehmen Docter Optics, das zum Hella-Konzern gehört. Docter Optics produziert unter anderem Linsen für Automobilscheinwerfer und andere optische Systeme sowie Glashalbzeuge.

### Bildung
- Staatliches Orlatal-Gymnasium
- Staatliche Regelschule „Johann Wolfgang von Goethe“
- Staatliche Grundschule „Friedrich Schiller“
- Schloss-Schule der Arbeiterwohlfahrt (Gesamtschule)
- Staatliche Grundschule Neunhofen
- Staatliche Grundschule Knau / Grundschule am Rittergut

### Medien
Der „Neustädter Kreisbote“ ist das Amtsblatt der Stadt Neustadt an der Orla, das vierzehntäglich erscheint.
Der im Jahr 2006 erschienene Film Nova Villa, ein Film über die Entwicklung und die Gegenwart der Stadt Neustadt an der Orla, bietet eine interessante Übersicht und kann im Kultur- und Tourismusamt der Stadtverwaltung Neustadt an der Orla erworben werden.

### Verkehr
Im Osten ist das acht Kilometer entfernte Triptis die nächste Stadt mit eigener Autobahnabfahrt (A 9). An diese Autobahn gibt es über die Anschlussstelle Dittersdorf, zehn Kilometer südlich von Neustadt, eine weitere Anbindung. Die Bundesstraße 281 wurde seit 2000 zu einer Schnellstraße ausgebaut, die als Ortsumgehung südlich an Neustadt vorbeiführt. Sie bietet drei Abfahrten in die Stadt. Weiterhin führen Landesstraßen über Stadtroda nach Jena sowie nach Schleiz.
Seit 1871 besteht Anschluss an das Bahnnetz, zunächst auf der Bahnstrecke Gera–Neustadt–Eichicht. Heute fahren im stündlichen Wechsel eine Regionalbahn-Linie RB 22 und ein Regional-Express-Linie RE 12 auf der Strecke Leipzig–Gera–Neustadt–Saalfeld. Damit besteht direkter Anschluss an den ICE-Knotenbahnhof Leipzig.
Vom Busbahnhof gibt es mehrere regionale Busverbindungen, unter anderem nach Jena, Schleiz und Zeulenroda.

## Persönlichkeiten

### Ehrenbürger
- Paul von Hindenburg (1847–1934), Generalfeldmarschall[18]

### Söhne und Töchter der Stadt
- Konrad Limmer (1522–1592), Theologe und Reformator
- Joseph Clauder (1586–1653), evangelischer Theologe, Kirchenliedkomponist und Dichter
- Johann Paul Hebenstreit (1664–1718), Moralphilosoph und lutherischer Theologe
- Johann Ernst Hebenstreit (1703–1757), Mediziner
- Christian Traugott Fleischmann (1776–1813), Organist und Flötist, Thomasorganist zu Leipzig
- Maximilian von Schreibershofen (1785–1881), Sächsischer General der Infanterie, Generaladjutant des Königs Friedrich August II. und Mitglied der deutschen Bundesmilitärinspektionskommission
- Carl Töldte (1801–unbekannt), Theaterdirektor[19]
- Franz Götze (1814–1888), Violinist, Opernsänger und Gesangslehrer
- Hermann Hering (1821–1887), Reichstags- und Landtagsabgeordneter
- Theodor Leberecht Steingräber (1830–1904), Musikverleger
- Friedrich Gumpert (1841–1906), Hornist und Musikprofessor
- Karl Kehrbach (1846–1905), Pädagoge und Herausgeber
- Karl Kolesch (1860–1921), Lehrer und Geologe
- Eduard Richard Fritzsche (1860–1923), Tuchfabrikbesitzer, Ehrenbürger der Stadt
- Johannes Walther (1860–1937), Geologe
- Martha Abicht (1878–1941), Kindergärtnerin
- Edgar Pröbster (1879–1942), Diplomat, Orientalist und Hochschullehrer
- Hans Fitz (1891–1972), Bühnenautor, Schauspieler und Regisseur
- Robert Döpel (1895–1982), Kernphysiker und Professor
- Joachim von Görne (1898–1942), Jurist
- Max Krahner (1904–1997), SS-Hauptsturmführer
- Heinrich-Rudolf Ulbricht (1910–1996), Maler
- Wolfgang Hempel (1927–2004), Sportjournalist
- Horst Hähnel (* 1932), DDR-Diplomat, Vizekonsul und Generalkonsul In Ägypten (1960–1963) und Irak (1967–1971), stellv. Botschafter in Nigeria (1976–1978), Botschafter in Ghana, Liberia und Togo (1978–1981)
- Hartmut Rötting (1932–2015), Historiker und Archäologe
- Harald Fritzsche (1937–2008), Fußballtorwart
- Erwin Kaldarasch (* 1940), Handballnationalspieler der DDR und Handballtrainer
- Barbara Junge (* 1943), Dokumentarfilmregisseurin
- Franklin Kopitzsch (* 1947), Politiker (SPD)
- Harald Michel (1949–2017), Politiker (CDU)
- Wilfried Poßner (* 1949), Politiker (SED)
- Werner Neubert (1954–2013), Fußballspieler
- Birgit Pohl (1954–2022), Behindertensportlerin
- Dietmar Schauerhammer (* 1955), Bobfahrer
- Uwe Lammla (1961–2024), Dichter und Verleger
- Kersten Wetzel (* 1961), Politiker (CDU)
- Laila Stieler (* 1965), Drehbuchautorin

### Weitere Persönlichkeiten
- Caspar Güttel (1471–1542), Theologe und Reformator, lebte im Kloster des Augustinerordens in Neustadt
- Christoph Irenäus (1522–1595), Theologe und Reformator, zeitweise Superintendent von Neustadt
- Matthäus Ackermann (1544–1606), Schösser des Amtes Arnshaugk
- Nikolaus Börner (1693–1760), Mediziner
- Johann Gottfried am Ende (1752–1821), evangelischer Theologe
- Heinrich Ferdinand Säuberlich (1808–1885), Baccalaureus, Lehrer und Landtagsabgeordneter
- Karl Friedrich Ferdinand Reußner (1813–1895), Großherzogl. Superintendent, Oberpfarrer und Kirchenrat
- Hermann Riedel (1813–1892), deutscher Kantor, Organist und Komponist
- Hugo Erdmann Müller (1817–1899), Bezirksdirektor des Verwaltungsbezirks
- Emil Theodor Brüger (1827–1900), Bürgermeister von Neustadt an der Orla, Weimarer Landtagsabgeordneter, Geheimer Staatsrat
- Ottmar von Mohl (1846–1922), Diplomat, starb auf Schloss Arnshaugk bei Neustadt
- Armin Trübiger (1847–1933), Allgemeinmediziner und Sanitätsrat, Ehrenbürger der Stadt
- Heinrich Kiefer (1911–1980), Maler und Grafiker, lebte lange Zeit in Neustadt
- Peter Tanz (1938–2012), Pfarrer
- Hanka Kupfernagel (* 1974), Radsportlerin, wuchs in Neustadt auf
- Nico Herzig (* 1983), Fußballer, lebte die ersten Jahre im Stadtteil Molbitz
- Denny Herzig (* 1984), Fußballer, lebte die ersten Jahre im Stadtteil Molbitz